# Chilpancingo
Die Großstadt Chilpancingo de los Bravo, oft verkürzt zu Chilpancingo („0rt der Wespen“), ist mit ihren ca. 225.000 Einwohnern die Hauptstadt des mexikanischen Bundesstaates Guerrero. Darüber hinaus ist sie der Sitz des Bistums Chilpancingo-Chilapa.

## Lage und Klima
Chilpancingo liegt am Río Huacapa in ca. 1240 m Höhe und befindet sich etwa 270 km südwestlich von Mexiko-Stadt; die Touristenmetropole Acapulco liegt ca. 100 km südwestlich. Das vom Pazifik mitbeeinflusste Klima ist oft schwülwarm; Regen (ca. 1400 mm/Jahr) fällt überwiegend im Sommerhalbjahr.

## Bevölkerung
| Jahr      | 2000    | 2020    |
| Einwohner | 142.809 | 225.728 |

Der überwiegende Teil der zumeist zugewanderten Bevölkerung ist indianischer Abstammung; zahlreich sind auch Mestizen. Gesprochen wird jedoch in der Regel Spanisch.

## Wirtschaft
Die Großstadt bietet Geschäfte, Banken, Schulen und Dienstleistungsbetriebe aller Art. Daneben gibt es kleinere Industriebetriebe.

## Geschichte
Die Region um Chilpancingo war bereits im 13. Jahrhundert besiedelt; Ende des 15. Jahrhunderts wurde sie ins Aztekenreich inkorporiert. Die spanische Stadt wurde am 1. November 1591 gegründet. Während des Mexikanischen Unabhängigkeitskrieges fand dort im September 1813 der Kongress von Chilpancingo statt, auf dem die Forderung nach Unabhängigkeit von Spanien erstmals schriftlich festgehalten wurde. Im Jahr 1850 wurde aus Teilen von México und Puebla der Bundesstaat Guerrero mit der Hauptstadt Tixtla geschaffen; 21 Jahre danach wurde Chilpancingo zu dessen Hauptstadt bestimmt.
Anfang Oktober 2024 wurde der erst wenige Tage im Amt befindliche Bürgermeister Chilpancingos, Alejandro Arcos Catalán (PRI), enthauptet aufgefunden. Zu seinen ersten und letzten Amtshandlungen zählte die Versorgung von Opfern des Hurrikans John. Die Herkunft der Mörder wird in der organisierten Kriminalität vermutet.

## Sehenswürdigkeiten
- Bedeutendste Sehenswürdigkeit der Stadt ist die in der Zeit um 1800 errichtete Kathedrale.
- Das Museo de Guerrero befindet sich im alten Regierungspalast und befasst sich mit der Geschichte der Region.
- Das Museo de Avispa ist der Erforschung von Wespen, dem Namenstier der Stadt, gewidmet.

## Persönlichkeiten
- Luis Zapata (1951–2020), Schriftsteller, Redakteur und Übersetzer
- Octavio Klimek-Alcaráz (* 1962), Forstwissenschaftler und Politiker (PRD)